# Willi Geiger

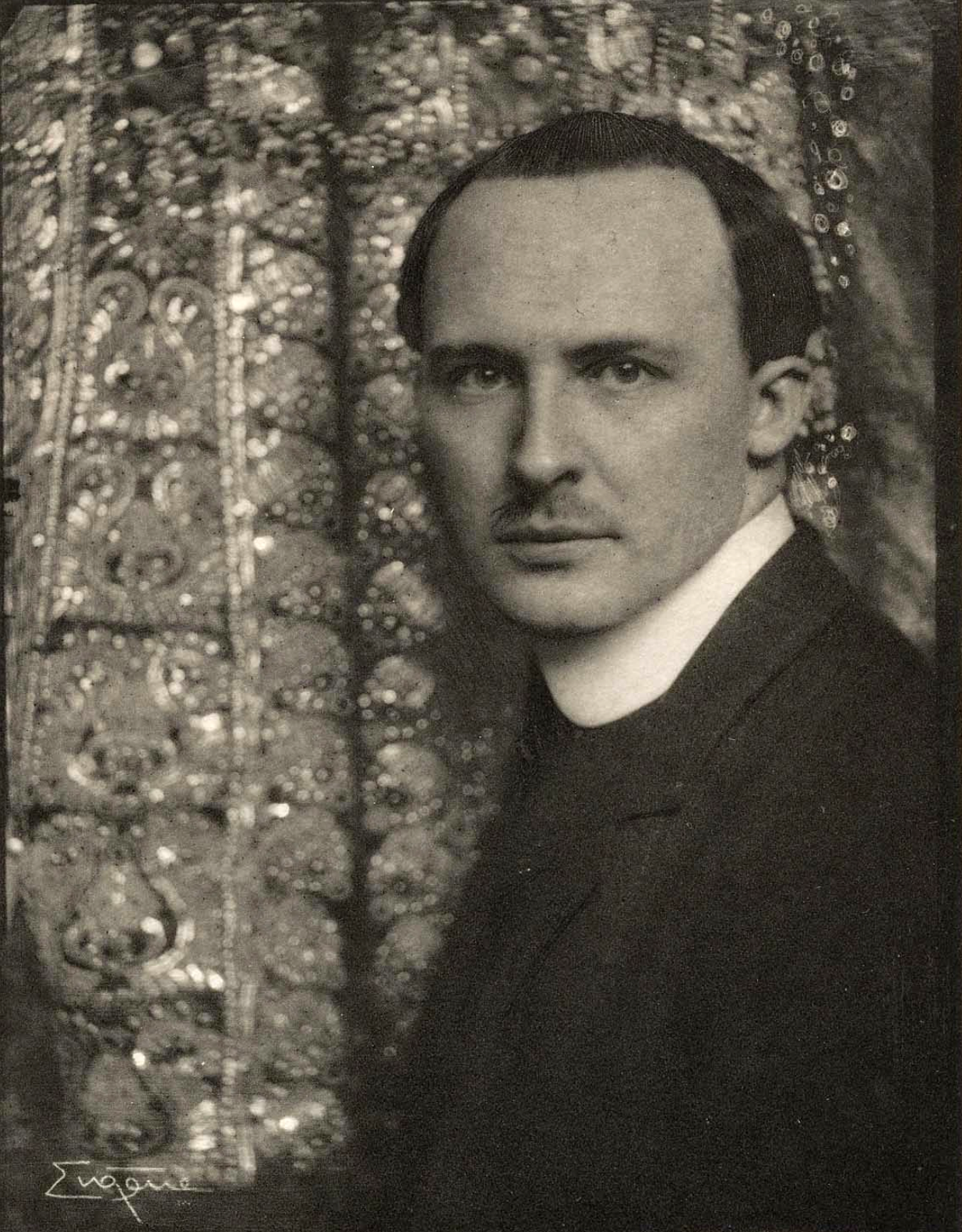
Willi Geiger in un ritratto di Frank Eugene nel 1910

Willi Geiger (Schönbrunn, 27 agosto 1878 – Monaco di Baviera, 11 febbraio 1971) è stato un pittore, grafico e insegnante tedesco.

## Biografia
Figlio di un insegnante, dal 1903 studiò con Franz von Stuck e Peter Halm presso l'Accademia delle belle arti di Monaco di Baviera, avendo come compagni di corso Albert Weisgerber e Hans Purrmann. Dopo aver ricevuto un premio nazionale ed una borsa di studio per alcuni suoi lavori, ha fatto dei viaggi di studio in Spagna, in Italia e Nord Africa. I suoi meriti nel campo dell'arte grafica furono riconosciuti  con il premio Villa Romana nel 1910. Ha lavorato inoltre con Richard Dehmel, Frank Wedekind ed altri.
Fino al 1914 visse a Berlino dove espose i suoi dipinti in alcune gallerie cittadine. Successivamente ritornò a Monaco come professore presso la Scuola Superiore di Arti Applicate. Ha insegnato anche all'Accademia di Lipsia. Negli anni '20 Geiger ammirava i maestri spagnoli come Goya, Velázquez, El Greco di cui copiava le opere e si dedicava alla ritrattistica.
Con l'avvento nel nazionalsocialismo in Germania, Geiger fu licenziato sia per l'opposizione al nazismo – definì Hitler come il "più grande desperado del secolo" – sia perché le sue opere vennero considerate arte degenerata, tanto che un numero significativo vennero rimosse dai musei tedeschi e distrutte o disperse da alcuni mercanti d'arte come Bernhard A. Böhmer e Karl Buchholz.
Per 12 anni, dal 1933, Geiger visse in assoluto isolamento in una fattoria di Feldwies nei pressi del lago Chiemsee non molto distante da Monaco, perfezionando il suo stile pittorico.
Dopo la guerra riprese ad insegnare all'Accademia di Belle Arti di Monaco di Baviera fino al 1951, mentre nel 1947 pubblicò  la serie di immagini che va sotto il titolo Eine Abrechnung, una sorta di resa dei conti nei confronti del nazismo.
Il pittore e scultore astrattista Rupprecht Geiger (1908–2009) era il suo unico figlio.

## Onorificence
- 1950, Premio Cultura della Città di Monaco di Baviera
- 1958, Croce Federale al Merito di 1 Classe
- 1963, Premio artistico "Schwabing" per la pittura a Monaco di Baviera
- 1965, Premio dell'International Book Art a Leipzig

## Musei con le opere di Geiger
- Museum of Modern Art, New York
- Albertina, Vienna
- Biblioteca nazionale di Francia, Parigi
- Alte Pinakothek, Monaco di Baviera
- Museo di Belle Arti, Lipsia
- Lenbachhaus, Monaco di Baviera